# Мирка Васиљевић
Мирка Васиљевић (Београд, 27. септембар 1990) српска је глумица, модел и ТВ водитељка.
У септембру 2019. почела је да води емисију Свадба из мог краја, која се приказује на Првом програму Радио-телевизије Србије.
Невенчана је супруга фудбалера Вујадина Савића, са којим има четворо деце: синове Андреја и Михајла и ћерке Адријану и Анику.

## Улоге

### Филмографија
| Год.       | Назив                  | Улога                   | Напомена                |
| ---------- | ---------------------- | ----------------------- | ----------------------- |
| 2000-е     |                        |                         |                         |
| 2005.      | Ми нисмо анђели 2      | Софија                  |                         |
| 2005—2007. | Љубав, навика, паника  | Јања                    | ТВ серија, главна улога |
| 2006.      | Не скрећи са стазе     | девојка са видеа        |                         |
| 2007.      | Премијер               | Ива                     | ТВ серија               |
| 2007.      | Доба невиности         | Сара                    | кратки филм             |
| 2009—2010. | Јесен стиже, Дуњо моја | Дуња                    | ТВ серија, 7 еп.        |
| 2010-е     |                        |                         |                         |
| 2010.      | Паре или живот         | Коса                    | ТВ серија, 4 еп.        |
| 2010—2011. | Тотално нови талас     | Милица                  | ТВ серија, главна улога |
| 2010—2011. | Мирис кише на Балкану  | Бланки                  | ТВ серија, главна улога |
| 2011.      | Здухач значи авантура  | Милица                  |                         |
| 2011.      | Мирис кише на Балкану  | Бланки                  |                         |
| 2013.      | Звездара               | Вера                    | ТВ серија, 20 еп.       |
| 2017.      |                        | Милева Олујић           | ТВ серија, 1 еп.        |
| 2017.      | Истине и лажи          | Драгана Хаџић           | ТВ серија               |
| 2019.      | Нек иде живот          | Жанка                   | ТВ серија, 1 еп.        |
| 2020-е     |                        |                         |                         |
| 2021.      | Јунаци нашег доба 2    | Зорица                  | ТВ серија               |
| 2024.      | Радио Милева           | Тања Сакић              | ТВ серија, 1 еп.        |
| 2025.      | Ургентни центар        | Сташа Тагић             | ТВ серија               |
| 2025.      | Дадиља са села         | Милица “Мица” Раденовић | ТВ серија, главна улога |

### Спотови
- Земља мојих снова — Тијана Дапчевић (2004)[5]
- Кисела бомбона — Ами Џи, Газда Паја, Поп и Марко Кон (2018)[6]

### Позоришне представе
| наслов                  | улога           | редитељ                                                    | позориште     | премијера       |
| ----------------------- | --------------- | ---------------------------------------------------------- | ------------- | --------------- |
| Принцеза на зрну грашка | Принцеза Розана | режија: Слободанка Цаца Алексић реализација: Марко Јовичић | Позориште Пуж | 13. април 2025. |
|                         |                 |                                                            |               |                 |
|                         |                 |                                                            |               |                 |

## Награде
- Награда Филмских сусрета за најбољег дебитанта: 2005. (за улогу Софије у филму Ми нисмо анђели 2)[8]